# Amblygonia
Amblygonia là một chi bướm đêm thuộc họ Noctuidae.